# Psednos delawarei
Psednos delawarei és una espècie de peix pertanyent a la família dels lipàrids.

## Descripció
- Fa 3,5 cm de llargària màxima.
- Nombre de vèrtebres: 42.
- Pell de color uniformement gris.[5]

## Hàbitat
És un peix marí i batidemersal que viu entre 10 i 1.000 m de fondària.

## Distribució geogràfica
Es troba a l'Atlàntic nord-occidental: el cap Cod (els Estats Units).

## Observacions
És inofensiu per als humans.